# Eichertor

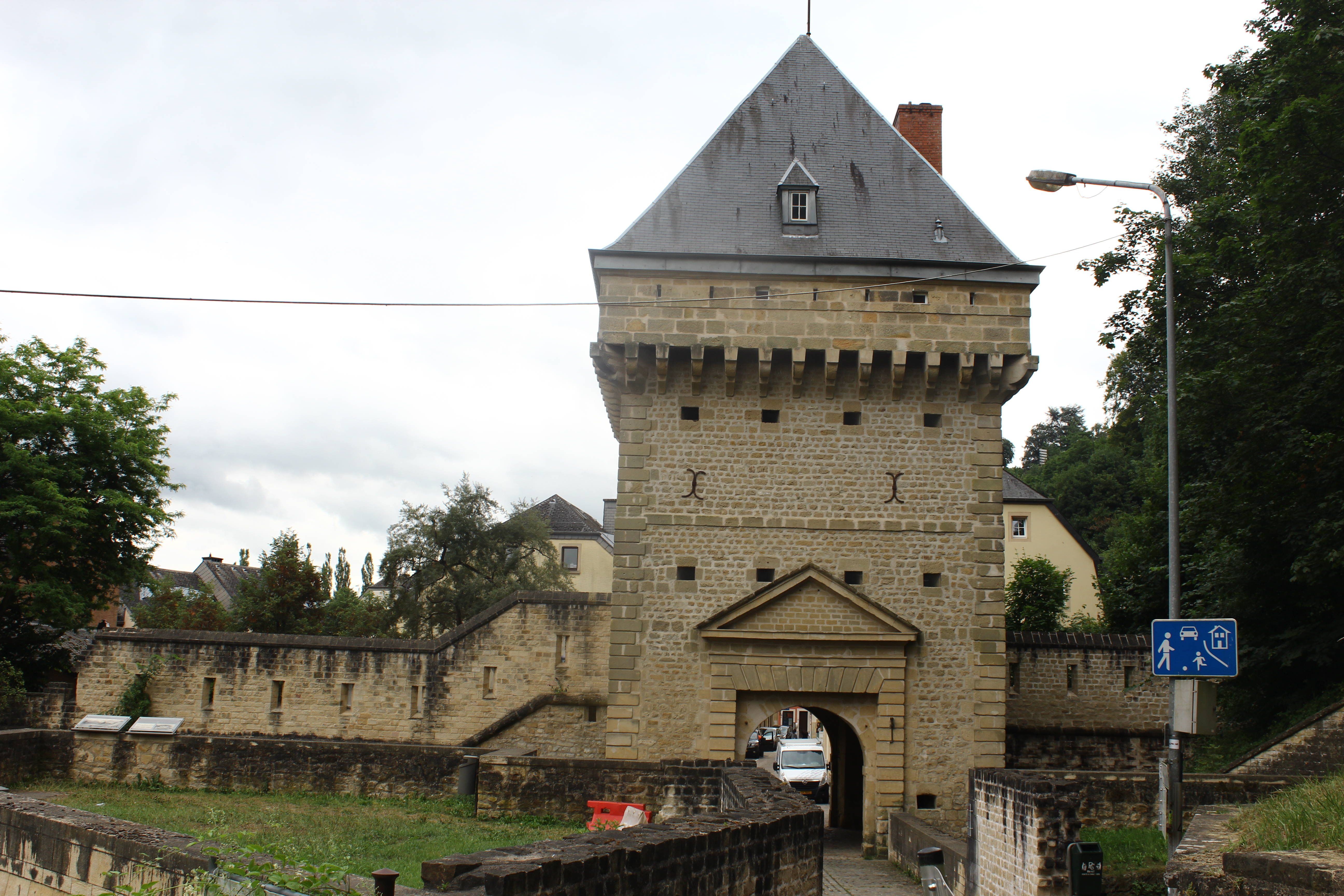
Das Eichertor von außen (von Eich her gesehen)

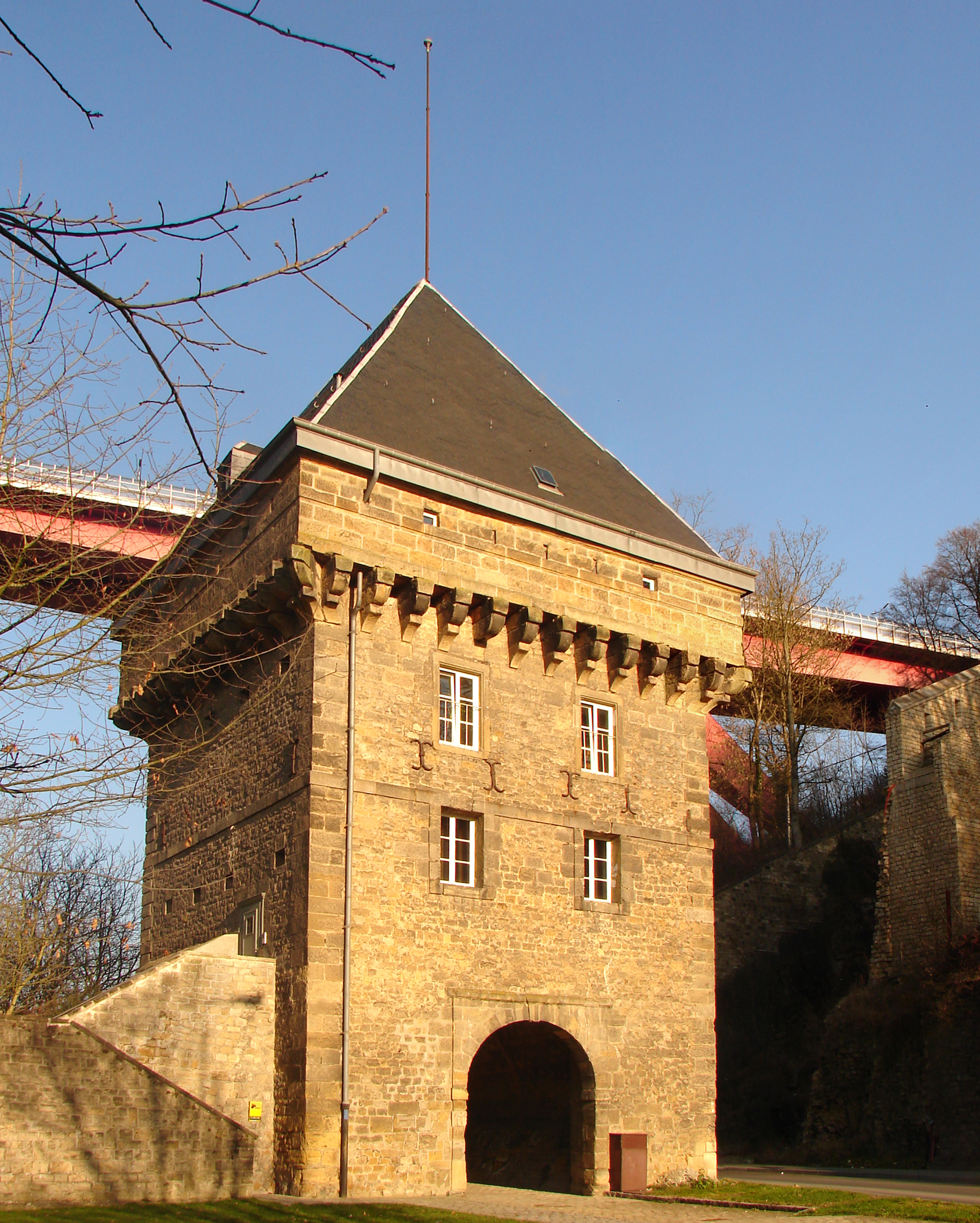
Das Eichertor von der Stadt aus gesehen in Richtung Eich. Im Hintergrund die „rote Brücke“ (Großherzogin-Charlotte-Brücke)

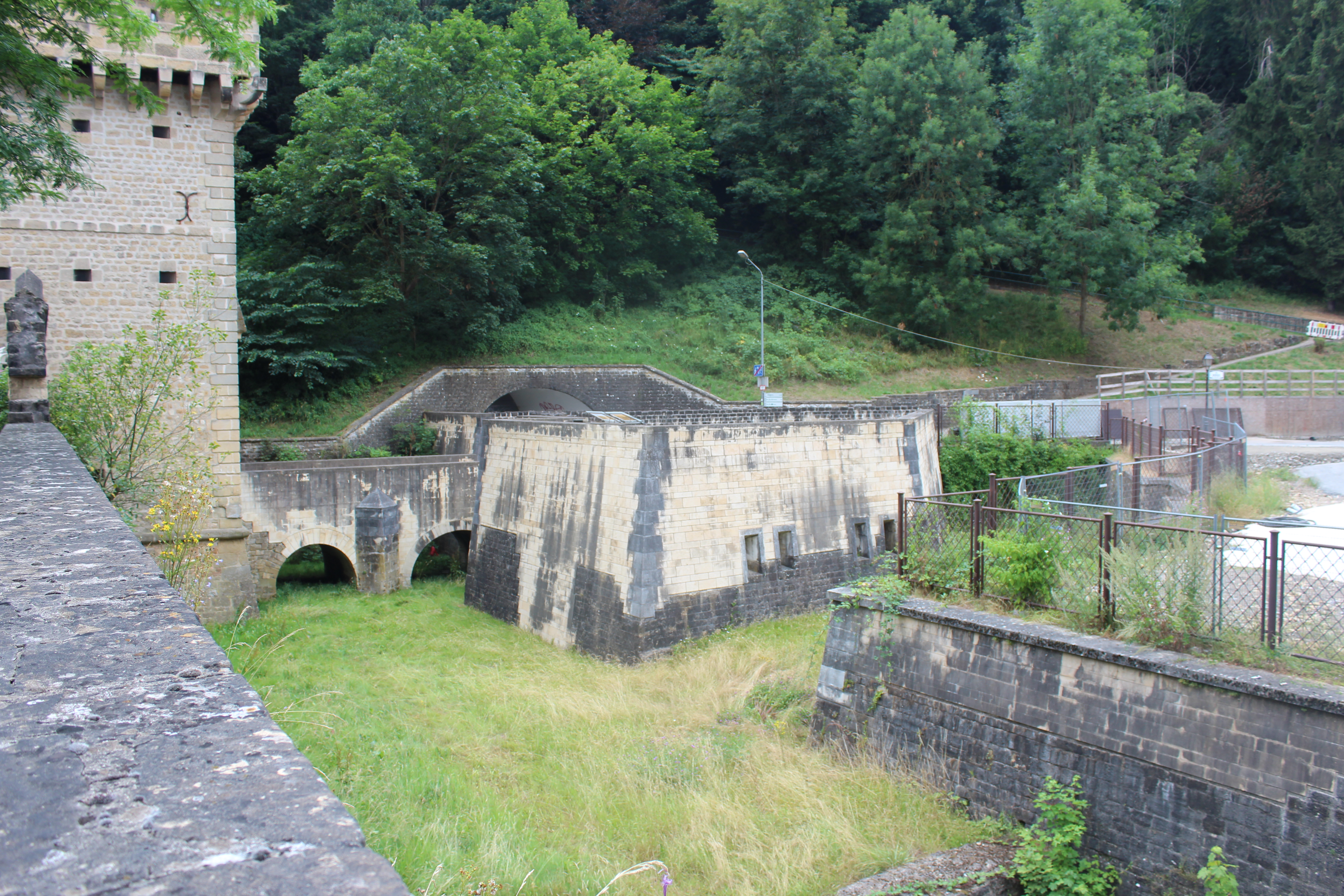
Graben und Reste des Ravelin. Diese wurden nach der Schleifung der Festung Luxemburg (ab 1867) in den 1990er Jahren wieder ausgegraben

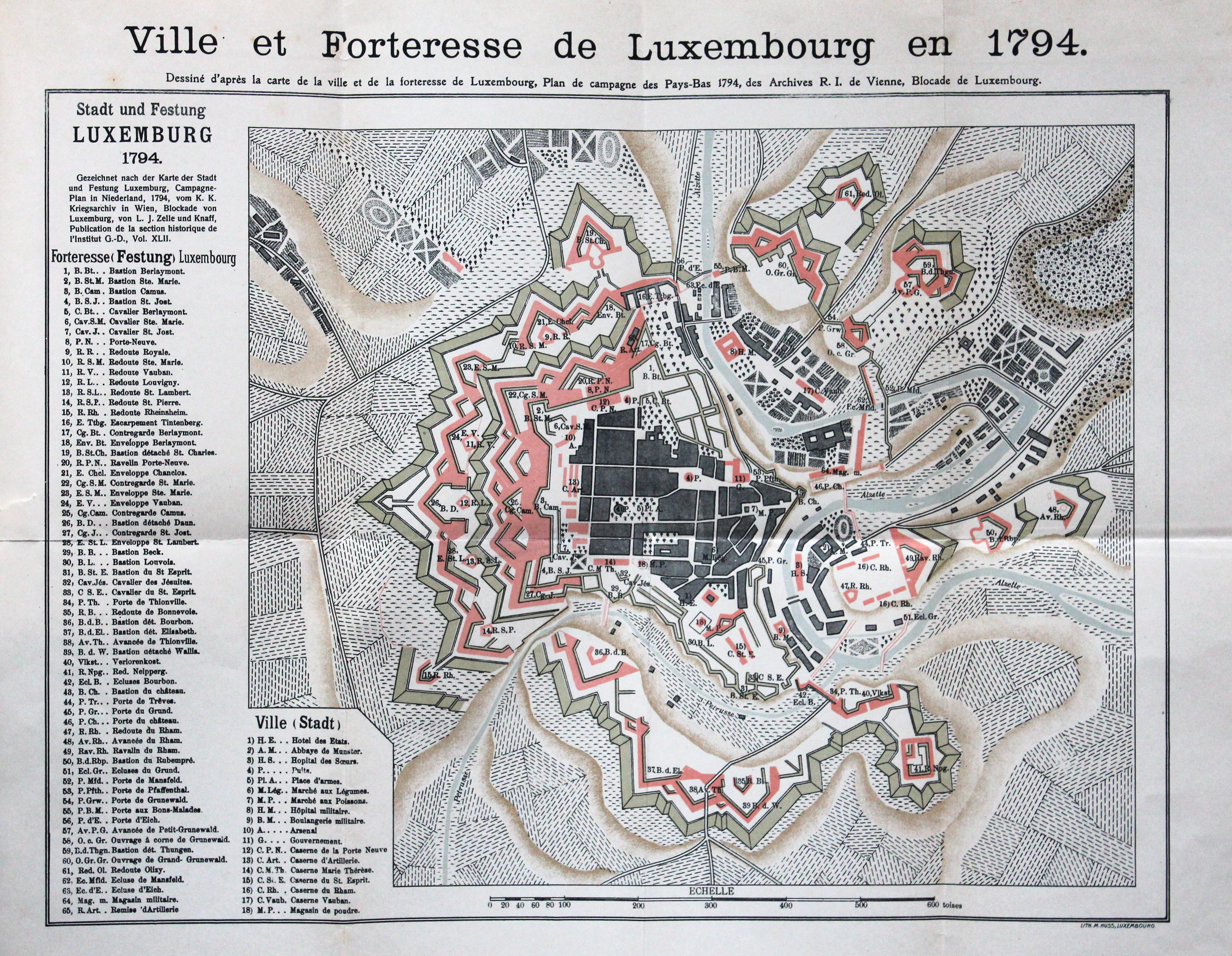
Festungsplan 1794, im Norden die beiden Vauban-Türme (im Plan als Nr. 55 und Nr. 56 bezeichnet)

Das Eichertor (lux.: Eecherpaart; franz.: Porte d’Eich, Abk.: P. d’E) ist heute ein bewohnbarer Torturm und war Teil des ehemaligen Festungswerks der Festung Luxemburg. Das Tor steht am linken Ufer der Alzette (von der Festung aus gesehen), im Norden der ehemaligen Festungsanlage, und war durch eine Mauer (mit Gewehrscharten und Graben) und ist mit einer Brücke (Béinchen) mit dem Siechentor (lux.: Sichepaart; franz.: Porte des Bons-Malades) im Nordosten verbunden.
Bereits im Mittelalter bestand hier eine Pforte mit Turm, die ebenfalls als Eichertor bezeichnet wurde und welche den Zugang zur Stadt Luxemburg regelte.

## Name
Der Name der hier bestandenen und des bestehenden Tores rührt von dem im Norden vorgelagerten, ehemaligen eigenständigen Dorf und nun Stadtteil von Luxemburg, Eich, her.
Die beiden heute noch sichtbaren Tortürme und die Verbindungsmauer/-brücke wurde 1684/1685 nach Plänen von Sébastien Le Prestre de Vauban (Frankreich) gebaut, der zum Schutz einen Teil des Pfaffenthals in die Festung Luxemburg einbeziehen wollte. Deswegen werden diese beiden Tortürme auch als Vauban-Türme bezeichnet.

## Funktion
Das Eichertor in der Ausführung nach Vauban hatte eine Zugbrücke, die im Gefahrfall hochgeklappt werden konnte. Die Zugbrücke bestand aus einem festen und einem beweglichen Teil, welcher den vorgelagerten Wassergraben überbrückte. Wurde die Zugbrücke hochgeklappt, war der Durchgang des Torturms vollständig verdeckt. Die Zugbrücke wurde über eine Handkurbel, Zahnräder und mit Gegengewichten im Brückenkeller bewegt.
Im ersten Stock befand sich ein Wohnbereich mit Feldbetten für die Wachen. Der Torturm war andauernd besetzt. 1743 bauten die Österreicher rechts vor dem Tor ein Wallschild (Ravelin) mit Wassergraben, der bei der Schleifung der Festung Luxemburg ab 1867 teilweise zerstört und zugeschüttet bzw. zugedeckt wurde (1872). Durch das Wallschild sollte der Torturm noch besser geschützt werden. Das Ravelin wurde im späten 20. Jahrhundert wieder teilweise rekonstruiert und die zugeschütteten Gräben freigelegt.
Das Eichertor regelte und überwachte nicht nur den Zugang zur Festung Luxemburg, sondern sollte auch verhindern, dass Soldaten aus der Festung desertierten.
Der Turm ist heute bewohnt. Durch das Eichertor verläuft die Rue Laurent Menager.

## UNESCO-Weltkulturerbe
Seit 1994 stehen das Béinchen und die Vauban-Türme zusammen mit den anderen Überresten der ehemaligen Festung Luxemburg auf der UNESCO-Liste des Weltkulturerbes.

## Film
- Vauban – Baumeister und Feldherr. Doku-Drama, Frankreich, Luxemburg, 2011, 85 Min., Buch und Regie: Pascal Cuissot, Produktion: arte France, Le Miroir, Mélusine, deutsche Erstsendung: 10. März 2012 bei arte, Film-Informationen von arte.